# Four Mile Road
Four Mile Road és una concentració de població designada pel cens dels Estats Units a l'estat d'Alaska. Segons el cens del 2000 tenia 38 habitants.

## Demografia
Segons el cens del 2000, Four Mile Road tenia 38 habitants, 16 habitatges, i 10 famílies La densitat de població era de 16,3 habitants/km².
Dels 16 habitatges en un 31,3% hi vivien nens de menys de 18 anys, en un 50% hi vivien parelles casades, en un 6,3% dones solteres, i en un 37,5% no eren unitats familiars. En el 37,5% dels habitatges hi vivien persones soles el 37,5% de les quals corresponia a persones de 65 anys o més que vivien soles. El nombre mitjà de persones vivint en cada habitatge era de 2,38 i el nombre mitjà de persones que vivien en cada família era de 3,2.
Per edats la població es repartia de la següent manera: un 31,6% tenia menys de 18 anys, un 5,3% entre 18 i 24, un 34,2% entre 25 i 44, un 23,7% de 45 a 60 i un 5,3% 65 anys o més.
L'edat mediana era de 30 anys. Per cada 100 dones hi havia 111,1 homes. Per cada 100 dones de 18 o més anys hi havia 136,4 homes.
La renda mediana per habitatge era de 53.125 $ i la renda mediana per família de 66.250 $. Els homes tenien una renda mediana de 27.083 $ mentre que les dones 100.000 $. La renda per capita de la població era de 28.465 $. Cap de les famílies estaven per davall del llindar de pobresa.

## Poblacions més properes
El següent diagrama mostra les poblacions més properes.